# Movimento harmônico simples
O movimento harmônico simples  (MHS) é o movimento oscilatório periódico ocorrido quando a aceleração e a força resultante são proporcionais e opostas ao deslocamento. É um tipo de frequência do movimento, onde oscila a massa. É explicável por um modelo matemático para alguns movimentos vibratórios observáveis em alguns fenômenos (pêndulo ou vibração molecular).
Num modelo físico construído com molas, o movimento harmônico simples é observável em massas presas a uma mola ligada a um suporte rígido, como uma parede. Se o sistema está na posição de repouso, diz-se em equilíbrio estático. No entanto, se a massa é deslocada a partir da posição de equilíbrio, uma reposição da mesma vai ser exercida pela mola, chamada de elasticidade, seguindo assim a lei de Hooke.
Matematicamente, a força resultante F é dada a partir de {\displaystyle \mathbf {F} =-k\mathbf {x} ,} onde F é uma força elástica exercida por uma mola (no SI: Newton N, k na Lei de Hooke (N·m−1), e x que é o deslocamento a partir da posição de equilíbrio (em m). Contudo, para qualquer movimento harmônico simples, determina-se que quando o sistema é deslocado de sua posição de equilíbrio, uma força restauradora que obedece à lei de Hooke tende a restaurar o sistema para esse equilíbrio. Uma vez que a massa é deslocada da sua posição de equilíbrio, experimenta uma força resultante de restauração. Como resultado, ela acelera e começa a voltar à posição de equilíbrio. 
Quando a massa se aproxima da posição de equilíbrio, a força restauradora diminui. Na posição de equilíbrio, a força resultante restaurada desaparece. No entanto, em x= 0, a força da massa não desaparece devido ao impulso da força restauradora que agiu sobre ele. Portanto, a massa continua além da posição de equilíbrio, comprimindo a mola. Então, a força resultante restaurada tende a desacelerar, até a sua velocidade desaparecer, tentando chegar novamente à posição de equilíbrio.

## Dinâmica

O movimento harmônico simples mostra que no espaço real (real space) e no espaço fásico (phase space) a órbita é periódica (aqui a velocidade e a posição dos eixos foi revertida a partir da convenção padrão, a fim de alinhar os dois diagramas).

A posição, a velocidade e a aceleração de uma oscilação harmônica

Para o movimento harmônico simples unidimensional, a equação dos movimentos é aplicada à segunda lei linear com uma equação diferencial ordinária com seus coeficientes constantes, a partir da segunda lei de Newton e da lei de Hooke.
{\displaystyle F_{net}=m{\frac {\mathrm {d} ^{2}x}{\mathrm {d} t^{2}}}=-kx,}
onde m é a massa inercial com a oscilação do corpo, x é o vetor de deslocamento para o equilíbrio estático  e k é a constante elástica, sendo:
{\displaystyle {\frac {\mathrm {d} ^{2}x}{\mathrm {d} t^{2}}}=-\left({\frac {k}{m}}\right)x}
Abaixo, uma resolução da equação diferencial, obtendo-se um senoide como solução:
{\displaystyle x(t)=c_{1}\cos \left(\omega t\right)+c_{2}\sin \left(\omega t\right)=A\cos \left(\omega t-\varphi \right),}
onde
{\displaystyle \omega ={\sqrt {\frac {k}{m}}},}
{\displaystyle A={\sqrt {{c_{1}}^{2}+{c_{2}}^{2}}},}
{\displaystyle \tan \varphi =\left({\frac {c_{2}}{c_{1}}}\right),}

A posição, a velocidade e a aceleração do movimento harmônico simples e as suas fases

Na solução, c1 e c2 são duas constantes determinadas nas condições iniciais e a sua origem está levando a uma posição de equilíbrio. Cada uma destas constantes leva a um padrão físico ao movimento: A é a amplitude (deslocamento máximo da posição de equilíbrio), {\displaystyle \omega =2\pi f} é a sua frequência angular, e φ é uma fase. Usando as técnicas do cálculo diferencial, a velocidade e a aceleração têm uma das seguintes funções de tempo:
{\displaystyle v(t)={\frac {\mathrm {d} x}{\mathrm {d} t}}=-A\omega \operatorname {sen}(\omega t-\varphi ),}
{\displaystyle a(t)={\frac {\mathrm {d} ^{2}x}{\mathrm {d} t^{2}}}=-A\omega ^{2}\cos(\omega t-\varphi ).}
A aceleração pode ser expressado pela função de deslocamento:
{\displaystyle a(x)=-\omega ^{2}x.\!}
Já que {\displaystyle \omega =2\pi f},
{\displaystyle f={\frac {1}{2\pi }}{\sqrt {\frac {k}{m}}},}
e que T = 1/f onde T é o período de tempo,
{\displaystyle T=2\pi {\sqrt {\frac {m}{k}}}.}
Estas equações demonstram que o movimento simples harmônico é isócrono (o período e a frequência são independentes da amplitude e da fase inicial do movimento).

## Energia
A  energia cinética K de um sistema em função do tempo t é:
{\displaystyle K(t)={\frac {1}{2}}mv^{2}(t)={\frac {1}{2}}m\omega ^{2}A^{2}\operatorname {sen} ^{2}(\omega t-\varphi )={\frac {1}{2}}kA^{2}\operatorname {sen} ^{2}(\omega t-\varphi ),}
e a energia potencial é:
{\displaystyle U(t)={\frac {1}{2}}kx^{2}(t)={\frac {1}{2}}kA^{2}\cos ^{2}(\omega t-\varphi ).}
A adição entre a energia cinética e potencial no cálculo da energia mecânica é medida por:
{\displaystyle E=K+U={\frac {1}{2}}kA^{2}.}.

## Aplicações
Abaixo tem alguns exemplos de sistemas que usam o movimento harmônico simples:

### Massa na mola sob ação da gravidade

Um sistema de massa-mola não-amortecida passa por um movimento harmônico simples.

Considere um bloco de massa m equilibrado por uma mola constante k sob ação da gravidade. Na situação de equilíbrio, a força gravitacional e a força elástica se igualam. Matematicamente, {\displaystyle k(y-y_{0})=-mg}, onde {\displaystyle y_{0}} é a posição natural da mola e {\displaystyle g} é a aceleração devido à gravidade. Note que {\displaystyle y=y_{0}} se {\displaystyle g=0} conforme se espera. Assim, a posição de equilíbrio se desloca por uma distância {\displaystyle mg/k}.
O que ocorre quando o sistema é deliberadamente retirado da posição de equilíbrio e depois abandonado? A força exercida pela mola atua no sentindo de restaurar à posição natural: assim o objeto oscila verticalmente. Pela segunda lei de Newton podemos escrever
{\displaystyle m{\ddot {y}}=-mg-k(y-y_{0})}
onde {\displaystyle {\ddot {y}}}  é a aceleração (vertical) da mola e {\displaystyle y_{0}} é a posição natural (onde a força restauradora é nula). A força gravitacional sempre em direção ao solo enquanto a força da mola só aponta para o solo se {\displaystyle y>y_{0}}.
Podemos simplificar através de uma mudança de variável. Seja {\displaystyle kY=mg+k(y-y_{0})}, então a segunda derivada (aceleração) é {\displaystyle {\ddot {Y}}={\ddot {y}}}, pois todos os demais termos são constantes. Assim, a equação se transforma na equação do movimento harmônico simples:
{\displaystyle m{\ddot {Y}}=-kY}.
Nesta variável o movimento é harmônico simples com período {\displaystyle T=2\pi {\sqrt {\frac {m}{k}}}}. Desta maneira, evidencia-se que o período de oscilação é independente tanto da amplitude quanto da aceleração gravitacional. Vamos supor que as condições iniciais sejam tais que
{\displaystyle Y(t)=Y(0)\cos(\omega t)},
onde {\displaystyle Y(0)} é a amplitude e {\displaystyle w=2\pi /T} é a frequência angular da oscilação. Para saber como o bloco se desloca no mundo físico devemos voltar para a variável inicial {\displaystyle y(t)}. Assim
{\displaystyle y(t)=Y(t)+{\biggl (}y_{0}-{\frac {mg}{k}}{\biggr )}=Y(0)\cos(\omega t)+{\biggl (}y_{0}-{\frac {mg}{k}}{\biggr )}}
é a equação de movimento de um bloco oscilando devido à força elástica de uma mola sob ação da gravidade. 
A conclusão é que (1) o movimento tem o mesmo período independente da amplitude e da gravidade, e (2) o bloco oscila com amplitude {\displaystyle Y(0)}, mas entre os pontos {\displaystyle y_{max}={\biggl (}y_{0}-{\frac {mg}{k}}{\biggr )}+Y(0)} e {\displaystyle y_{min}={\biggl (}y_{0}-{\frac {mg}{k}}{\biggr )}-Y(0)}.

### Movimento circular uniforme
O movimento harmônico simples pode ser muitas vezes considerado como uma projeção matemática do movimento circular uniforme. Se um objeto se movimenta com uma velocidade angular ω ao redor de um círculo de um raio r centralizado de uma origem de um plano de x-y, este movimento é em cada coordenada um movimento simples harmônico com uma amplitude r e uma frequência angular ω.

### Pêndulo simples em regime de pequenas oscilações

O movimento de um pêndulo não-amortecida aproxima para o movimento simples harmônico se a amplitude é muito pequena relativo
do comprimento L da haste.

Considere um objeto preso a uma haste inextensível oscilando sob ação da força gravitacional. A este sistema denominamos Pêndulo Simples. De maneira geral, atuam sob o objeto a força {\displaystyle T} de tração da haste, que o mantém oscilando em um arco de círculo a uma distância fixa {\displaystyle L} do ponto fixo que prende a haste ao teto; e também a força gravitacional {\displaystyle mg}. Decompomos a força gravitacional de forma que conhecemos a componente na direção da força de tração, que nos fornece {\displaystyle T=mg\cos(\theta )}, e também a componente responsável pelo movimento
{\displaystyle F=-mg\sin(\theta )}
Assim, a força restaura o objeto para a situação de ângulo nulo, {\displaystyle \theta =0}, mas o problema se torna mais difícil por tratar com uma função trigonométrica.
Iremos então tomar um caso especial, a situação de pequenos ângulos. Neste caso, {\displaystyle \sin(\theta )\approx \theta } e eliminamos a função trigonométrica. Note que a distância horizontal é dada por {\displaystyle x=L\sin(\theta )\approx L\theta } de forma que neste regime (e apenas neste regime), podemos escrever:
{\displaystyle F=-mg\theta =-{\biggl (}{\frac {mg}{L}}{\biggr )}x}.

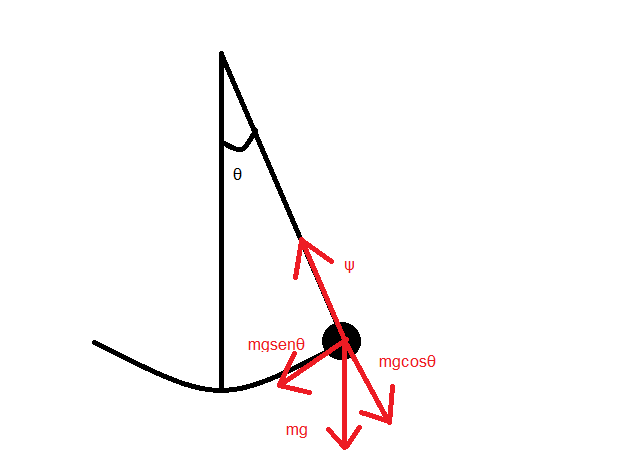

Compare esta expressão à Lei de Hooke. Um pêndulo simples é equivalente a um oscilador linear. A constante {\displaystyle k} de reconstituição seria igual à {\displaystyle mg/L}. Substituindo o valor de {\displaystyle k} na fórmula do período de um movimento harmônio simples se obtém
{\displaystyle T=2\pi {\sqrt {\frac {m}{k}}}},
{\displaystyle T=2\pi {\sqrt {\frac {m}{mg/L}}}},
{\displaystyle T=2\pi {\sqrt {\frac {L}{g}}}}.
Resumidamente, para deduzir a equação do período, estabelece-se que o ângulo θ descrito pelo pêndulo de sua posição de repouso até sua amplitude máxima seja menor que 10°, assim é possível aproximar o valor do ângulo com seu seno. 

## Reescrevendo as equações do movimento harmônico simples para torná-las mnemônicas
| Aplicação              | Variáveis             | Fórmula                                                                       |
| ---------------------- | --------------------- | ----------------------------------------------------------------------------- |
| Massa na mola          | {\displaystyle K,m}   | {\displaystyle K=m\omega ^{2}}                                                |
| Aceleração centrípeta  | {\displaystyle a,A}   | {\displaystyle a=A\omega ^{2}}                                                |
| Pêndulo                | {\displaystyle g,L}   | {\displaystyle g=L\omega ^{2}}                                                |
| Oscilador LC           | {\displaystyle L,C}   | {\displaystyle 1=LC\omega ^{2}}                                               |
| Oscilador RLC paralelo | {\displaystyle R,L,C} | {\displaystyle 1=LC\left(\omega ^{2}+\left({\frac {R}{2L}}\right)^{2}\right)} |
|                        | {\displaystyle R,L,C} | {\displaystyle \omega ^{2}={\frac {1}{LC}}-\left({\frac {R}{2L}}\right)^{2}}  |